# Holle anyó (film, 2008)
A Holle anyó (eredeti cím: Frau Holle) 2008-ban bemutatott egész estés német televíziós film, amely a Grimm fivérek azonos című meséje nyomán készült. A forgatókönyvet Marlies Ewald írta, a filmet Bodo Fürneisen rendezte, a zenéjét Rainer Oleak szerezte, a főszerepben Marianne Sägebrecht látható. 
Németországban 2008. december 25-én vetítették le. Magyarországon az M2-n adták le.

## Rövid tartalom
|  | Alább a cselekmény részletei következnek! |

Élt egy özvegyasszony, akinek volt két leánya, Mari és Lujzi. A két leány, közül az egyik szorgos és kedves volt, a másik pedig lusta és gőgös. Mari egy reggel, a kút szélén ült, és közben éppen font. Az orsóját beleejtette a vízbe, és Utána ugrott, hogy megkeresse. A kútba ugorva Holle anyó birodalmába jutott. Mindenkinek segített, aki csak segítséget kért tőle. Találkozott Holle anyóval, és az öregasszony is sokat segített, még a dunyháját is kirázta minden nap, amikor sor került rá. Mari elég sok ideig szolgált Holle anyónak, és egy napon már nagyon szeretett volna hazamenni. Vágyódni kezdett édesanyja, kutyája és mostohatestvére után. Holle anyó megjutalmazta Marit egy aranyesővel. Mikor hazaért mindenki boldog volt, csak Lujzi irigyelte meg, a drága ajándékáért. Azt gondolta, hogy ő is elmegy Holle anyó birodalmába, és bizony rá is talált. Lujzi nem szolgált Holle anyónak, hanem csak lustálkodott nála. Holle anyó megunta, és hazaküldte a leányt. Holle anyó figyelmeztette, hogy mindenki azt kapja, amit megérdemel, de egy rossz tett később még jóvá tehető. Lujzi egy nagy szurokesőt kapott ajándékba Holle Anyótól. Odahaza sokan kicsúfolták, de így megígérte, hogy szorgalmas és kedves leány lesz. Végül Holle Anyó látta betartotta az ígéretét, és letisztította róla a szurkot.
|  | Itt a vége a cselekmény részletezésének! |

## Szereplők
| Szereplő     | Színész             | Magyar hang     | Leírás                       |
| ------------ | ------------------- | --------------- | ---------------------------- |
| Holle anyó   | Marianne Sägebrecht | Bókai Mária     | A fura külsejű, öregasszony. |
| Timor        | Herbert Feuerstein  | Szokolay Ottó   |                              |
| Witwe Weber  | Johanna Gastdorf    | Koffler Gizi    |                              |
| Marie Weber  | Lea Eisleb          | Czető Zsanett   | A szorgalmas, kedves leány.  |
| Louise Weber | Camille Dombrowsky  | Tamási Nikolett | A lusta, gőgös leány.        |